# Andrena delphiensis
Andrena delphiensis är en biart som beskrevs av Warncke 1965. Andrena delphiensis ingår i släktet sandbin, och familjen grävbin. Inga underarter finns listade i Catalogue of Life.